# Ludwig Gümbel
Ludwig Karl Friedrich Gümbel (* 12. März 1874 in Sankt Julian; † 8. Februar 1923 in Berlin) war ein deutscher Schiffbauingenieur und Hochschullehrer.

## Familie
Gümbel war der Sohn des Pfarrers und Gymnasialprofessors Karl Ludwig Gümbel (1842–1911), der treibenden Kraft beim Bau der Protestationskirche in Speyer, und der Enkel des Malers Johann Karl Koch. Seine Großonkel waren der Botaniker Theodor Gümbel (1812–1858) und der Geologe Wilhelm von Gümbel (1828–1898). Sein Cousin war der erste Bundespräsident Theodor Heuss. Gümbel war verheiratet mit Olga Catharina geb. Dietz (* 1882), Tochter eines New Yorker Großkaufmanns, mit der er drei Söhne und eine Tochter hatte.

## Leben und Wirken
Gümbel besuchte das Gymnasium in Speyer und studierte an der Technischen Hochschule Charlottenburg. Nach erster beruflicher Tätigkeit bei den Schichau-Werken wurde er Bürochef der Maschinenbauabteilung der Hamburg-Amerika-Linie. 1906 war er stellvertretender Direktor der Norddeutschen Maschinen- und Armaturenfabrik, der späteren Atlas-Werke in Bremen. Er promovierte über die Fabrikorganisation der Werftbetriebe. 1910 folgte er einem Ruf als Ordinarius an die Technische Hochschule Charlottenburg. Bedeutsame Leistungen Gümbels betrafen Schwingungen von Schiffskörpern, den Reibungswiderstand von Schiffskörpern, die Theorie des Schraubenpropellers und – für den gesamten Maschinenbau wegweisende – Untersuchungen über die Schmierung der Maschinen. Im Ersten Weltkrieg diente Gümbel zunächst als Kompaniechef, wurde jedoch von der Kaiserlichen Marine gerufen, bei der er zentrale Aufgaben beim Aufbau der U-Boot-Flotte für den vom Deutschen Reich forcierten U-Boot-Krieg übernahm.

## Ehrungen
- 1914 Silberne Medaille der Schiffbautechnischen Gesellschaft

## Schriften
- Ebene Transversalschwingungen … mit spezieller Berücksichtigung des Schwingungsproblemes des Schiffbaus. In: Jahrbuch der Schiffbautechnischen Gesellschaft, Jahrgang 1901.
- Fabrikorganisation mit spezieller Berücksichtigung der Anforderungen der Werftbetriebe. In: Jahrbuch der Schiffbautechnischen Gesellschaft, Jahrgang 1910.
- Das Problem des Oberflächenwiderstandes. In: Jahrbuch der Schiffbautechnischen Gesellschaft, Jahrgang 1913.
- Das Problem des Schraubenpropellers. In: Jahrbuch der Schiffbautechnischen Gesellschaft, jahrgang 1914.
- Der Einfluss der Schmierung auf die Konstruktion. In: Jahrbuch der Schiffbautechnischen Gesellschaft, Jahrgang 1917.